# Haplodontium filirameum
Haplodontium filirameum là một loài rêu trong họ Bryaceae. Loài này được Broth. & Paris M. Fleisch. mô tả khoa học đầu tiên năm 1925.